# Alan Browne
Alan James Browne (ur. 15 kwietnia 1995 w Cork) – irlandzki piłkarz grający w angielskim klubie Preston North End. Występuje na pozycji defensywnego pomocnika.

## Kariera klubowa
Karierę piłkarską rozpoczął w rodzinnym mieście w zespole Cork City. W barwach klubu nigdy nie zadebiutował. 1 stycznia 2014 opuścił Irlandię i przeszedł do angielskiego klubu Preston North End podpisując kontrakt na 18 miesięcy.